# Islay (Alberta)
Pour les articles homonymes, voir Islay.
Islay est un hameau (hamlet) du Comté de Vermilion River, situé dans la province canadienne d'Alberta.

## Démographie
En tant que localité désignée dans le recensement de 2011, Islay a une population de 208 habitants dans 75 de ses 87 logements, soit une variation de 10.1 % par rapport à la population de 2006. Avec une superficie de 0,583 0 km2, le hameau possède une densité de population de 356,775 3 hab/km2 en 2011.
Concernant le recensement de 2006, Islay abritait 189 habitants dans 71 de ses 78 logements. Avec une superficie de 0,583 0 km2, le hameau possédait une densité de population de 324,2 hab/km2 en 2006.